# Jennifer Weiner
Jennifer Weiner (De Ridder, 28 de março de 1970) é uma escritora judia americana, produtora de televisão, e ex- jornalista . Mora na Filadélfia- Pensilvânia.

## Biografia
Nasceu em De Ridder, Luisiana, onde seu pai era médico do exército, tendo mudado-se para Simsbury, Connecticut, onde passou a infância. O seu primeiro romance, Good in Bed, é vagamente baseado em sua vida, para jovens adultos.
Weiner disse que era "apenas uma dos nove filhos judeus de classe do ensino médio de 400" no Simsbury High School.
Ela entrou na Universidade de Princeton, com 17 anos de idade, e recebeu seu Bacharel em Artes em Inglês em 1991. A sua primeira história publicada, "Tour of Duty", apareceu na revista Seventeen , em 1992.
Depois de se formar na faculdade, Jennifer juntou-se ao Center Daily Times, o jornal diário de State College, Pensilvânia, onde escreveu uma coluna regular chamada "Geração XIII" (referindo-se à 13.ª geração após a Revolução Americana), também conhecido como " Geração X".
De lá, ela mudou-se o jornal Lexington Herald-Leaderpara de Kentucky, ainda escrevendo sua coluna "Geração XIII", antes de encontrar um trabalho com The Philadelphia Inquirer como repórter. Ela continuou a escrever para o Inquirer, como freelancer, e para outras publicações, até depois de seu primeiro romance, Good in Bed , ter sido publicado em 2001.
Em 2005, seu segundo romance, Em Seu Lugar (2002), foi transformado em um longa-metragem estrelado por Cameron Diaz, Toni Collette e Shirley MacLaine pela 20th Century Fox .
Seu sexto romance, Best Friends Forever (ainda não traduzido), foi o # 1 na lista de best-sellers do New York Times .
Até o momento, ela é o autora de nove best-sellers, incluindo oito romances e uma coletânea de histórias curtas, com 11 milhões de cópias impressas em 36 países.
Seu romance mais recente, Then Came You, foi publicado pela Simon & Schuster , em julho de 2011 nos Estados Unidos.
Além de escrever ficção, Weiner é uma co-criadora e produtora executiva da série de família da ABC State of Georgia, sendo conhecida por "live-twittar" episódios dos programas de reality-shows "The Bachelor e "The Bachelorette"
Ela se auto-denomina Feminista

## Publicações
| nº série | Título original                                     | Título em Português                                                      | Tradução                                   | Ano    | Editora                     |
| -------- | --------------------------------------------------- | ------------------------------------------------------------------------ | ------------------------------------------ | ------ | --------------------------- |
| 01       | Good in Bed                                         | Bons na cama ou Bom de cama                                              | Maria Clara Mira Capitão; Ricardo Silveira | (2001) | Editorial Presença; Leganto |
| 02       | In Her Shoes                                        | Na sua pele ou Em seu lugar                                              | Alice Rocha; Sylvio Gonçalves              | (2002) | Editorial Presença; Record  |
| 03       | Little Earthquakes                                  | Fabiana Colasanti                                                        | Fabiana Colasanti                          | (2004) | Record                      |
| 04       | Goodnight Nobody                                    | Boa noite estranho                                                       | Alice Klesck                               | (2005) | Novo Conceito               |
| 05       | The Guy Not Taken                                   |                                                                          |                                            | (2006) |                             |
| 06       | Certain Girls                                       |                                                                          |                                            | (2008) |                             |
| 07       | Best Friends Forever                                |                                                                          |                                            | (2009) |                             |
| 08       | Fly Away Home                                       |                                                                          |                                            | (2010) |                             |
| 09       | Then Came You                                       | E depois chegaste tu                                                     | Ana Lourenço                               | (2011) | Bertrand                    |
| 10       | The Next Best Thing                                 | Dias melhores virão : uma viagem divertida na montanha-russa de Hllywood | Felipe Lindoso                             | (2012) | Novas ideias                |
| 11       | All Fall Down                                       | Em queda livre                                                           | Ana Cunha Ribeiro                          | (2014) | Bertrand                    |
| 12       | Who Do You Love                                     | Diz-me quem amas                                                         | Ana Cunha Ribeiro                          | (2015) | Bertrand                    |
| 13       | Hungry Heart: Adventures in Life, Love, and Writing |                                                                          |                                            | (2016) |                             |